# Otto Gussmann
Otto Friedrich Gussmann (22 mai 1869, Wachbach, arrondissement de Main-Tauber - 27 juillet 1926, Dresde) est un artiste décoratif allemand, designer et professeur d'art.

## Biographie

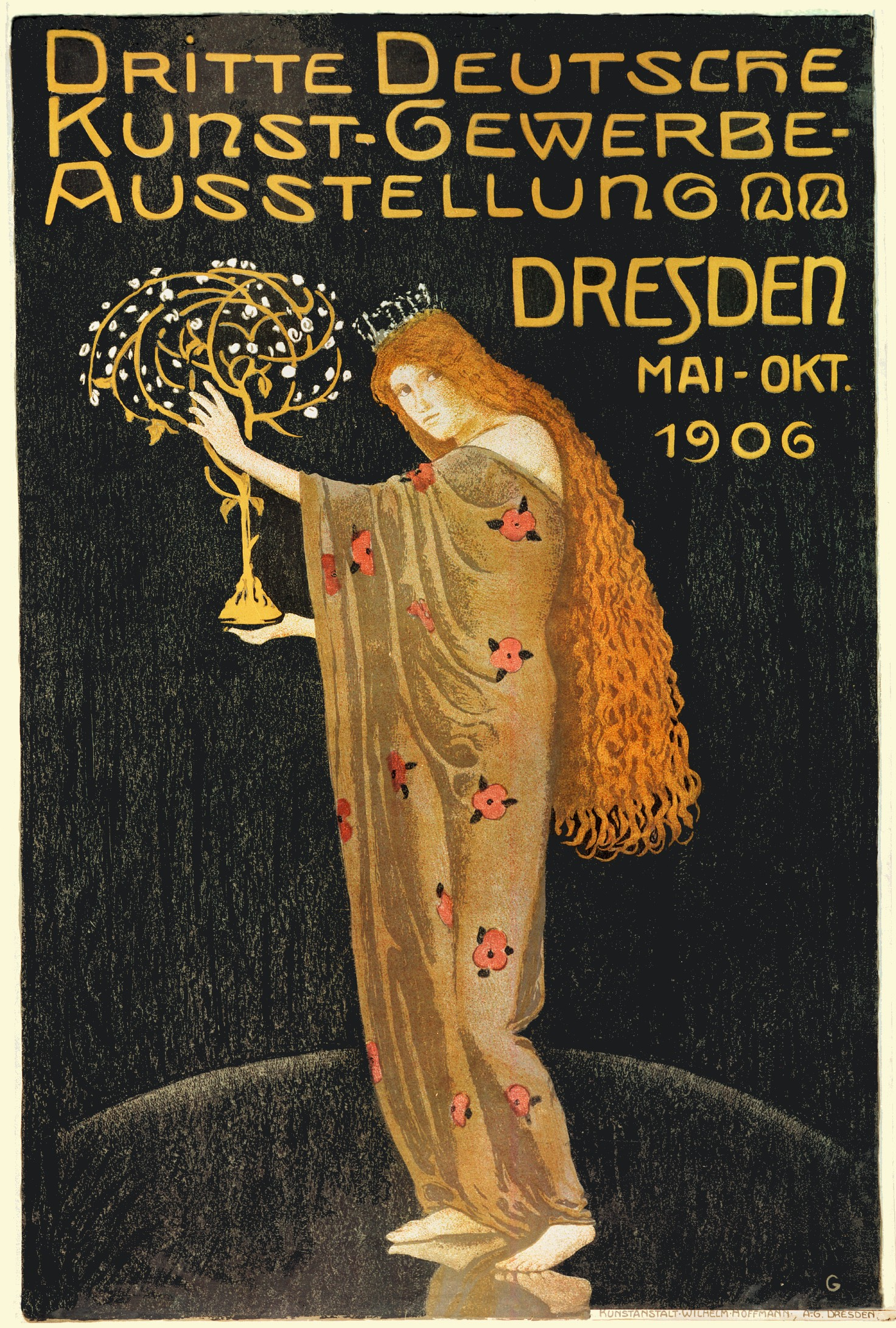
Affiche pour la troisième exposition allemande

Son père est pasteur. Après avoir terminé ses études secondaires, il entreprend un apprentissage chez un peintre décorateur à Stuttgart. Il a également suivi des cours à la Kunstgewerbeschule (aujourd'hui l'Académie nationale des beaux-arts). En 1892, il s'installe à l'institut d'enseignement du musée des Arts décoratifs de Berlin. Quatre ans plus tard, il entreprend des études à l'Académie des beaux-arts de Berlin.
Après avoir terminé ses études, il établit sa réputation avec des peintures et des décorations pour le nouveau Reichstag, conçues par Paul Wallot. En 1897, Wallot l'invite à Dresde pour devenir professeur à l'Académie des Beaux-Arts. L'école de maître pour la peinture décorative a été ouverte sous sa direction en 1910. Il est nommé professeur en 1915 et, quatre ans plus tard, il devient directeur des études ; occupant ce poste jusqu'à sa mort.
Vers 1900, il rejoint l'Association des artistes plasticiens de Dresde (de) ; l'ancêtre de la Sécession de Dresde. Il se marie en 1904 avec Gertrud Herzog (1877-1961), et ils ont trois enfants. L'année suivante, il rejoint un groupe orienté vers la réforme connu sous le nom de Die Zunft (de) (La Guilde). En 1906, il conçoit les affiches de la Troisième exposition allemande des arts décoratifs de Dresde (de), dans lequel Die Zunft joue un rôle majeur.

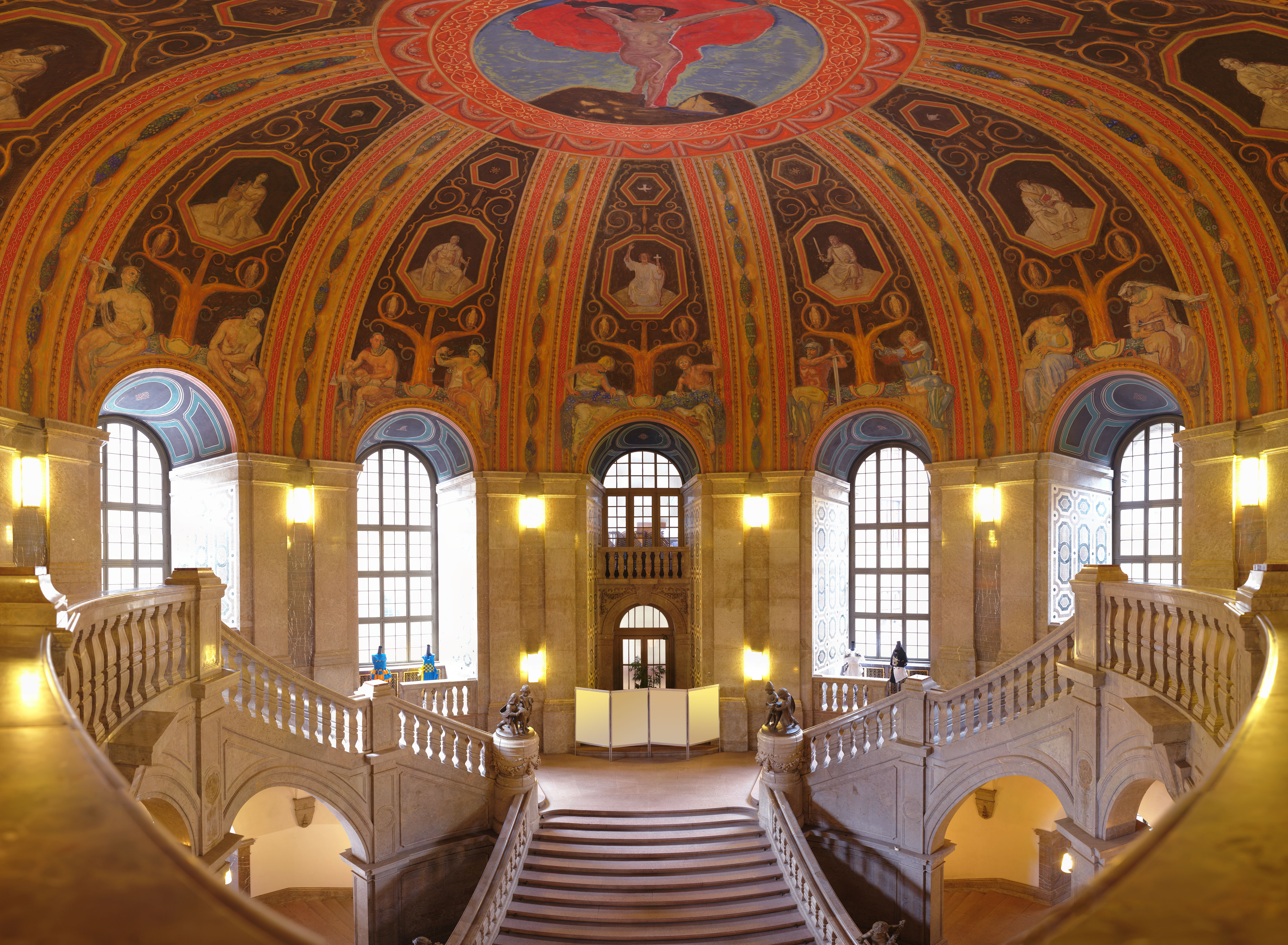
Travaux décoratifs au Neues Rathaus, Dresde

Il est également membre du Deutscher Künstlerbund, en plus d'être cofondateur de l'Association des artistes de Dresde (de) et Die Brücke, un groupe d'artistes expressionnistes. Il a enseigné à plusieurs de leurs membres, dont Max Pechstein et Otto Dix.
Au cours de ses années d'enseignement, il fournit également des arts décoratifs pour la Lukaskirche, le Sächsisches Ständehaus, l'église de la réconciliation (1909) et le Nouvel hôtel de ville de Dresde (de).
Alors qu'il prépare une exposition en 1926, il meurt d'une crise cardiaque. Une rue de Strehlen porte son nom.